# 慣用音
慣用音是指音讀（日本漢字音）中不屬於與中國讀音有對應關係的吳音、漢音、唐音的任一類的讀音。來源一般是誤讀的約定俗成或者為發音方便而作的改讀。古代並無此說法，大正時代語言學研究進展後方有此概念。

## 讀白字
部分錯誤讀法（白字）約定俗成之後成為正式讀法，特別是按聲旁「讀半邊」。例如誤讀為，如，相當於在中文中把「輸」讀為「俞（ㄩˊ，yú）」，「輸入」讀為「俞入」。又如等字也發生誤讀：（“先條”）、（“固渴”）、（“覺拌”）、（“消毛”）、（澀滯，「交通堵塞」之意，讀作「澀帶」）。

## 難以分類的字音
有的漢字讀法明顯來自中國且廣泛使用，但無法歸入吳音、漢音、唐音的任一類。如：吳音、漢音。的讀法見於院政時代的字典『色葉字類抄』等，一般認為是漢音與唐音之間的時期流入的。此類字音可歸入慣用音。

## 多音字產生的混淆
漢字因不同的意義有時產生不同的讀法，如作「容易」解時讀，作「改變」解時讀（漢音）或（吳音）。此種多音字有時導致讀音與意義的錯誤搭配。例如，作「疲勞」解時應讀，作「停止」解時應讀，但在等詞中並未讀而讀。此時對應於「停止」意義的讀法可歸入慣用音。

## 清濁混淆
漢音中鼻音聲母讀行音，吳音中疑母讀行音。有的鼻音聲母字讀音基本同漢音或吳音，聲母卻清化，如。同時也有這樣清塞音聲母讀濁塞的。

## 促音的脫落
有的入聲字促音脫落，變為舒聲。如的，本讀，入聲尾脫落變為。

## 入聲的變化音
漢字的-p入聲字在日本音中以結尾，依後接的字有不同變化，可變為長音/等韻，如等，亦可保留促音如等。保留促音時，有的字尾變為尾。例如。此種讀法可歸入慣用音。

## 慣用音的認定問題
以往，即使並非以上所列的明顯類別，只要是不合於吳音、漢音、唐音的任一類的，皆被歸入慣用音。近來對此做法有異見。如吳音的體系不明確，學者有時並不能排除某不規則讀法屬於吳音即將其歸類為慣用音。近來根據佛典的標記有人認為應將此類字復歸為吳音。另外有的讀音與有規則的讀法僅有清濁差別，因而被歸入慣用音。現有人指出日本漢字音與中國音的清濁對應並不嚴格，故不應拘泥於此做法。至今慣用音的認定仍存在諸多此類難題，不同的漢和字典因而有細微的差異。